# 1664

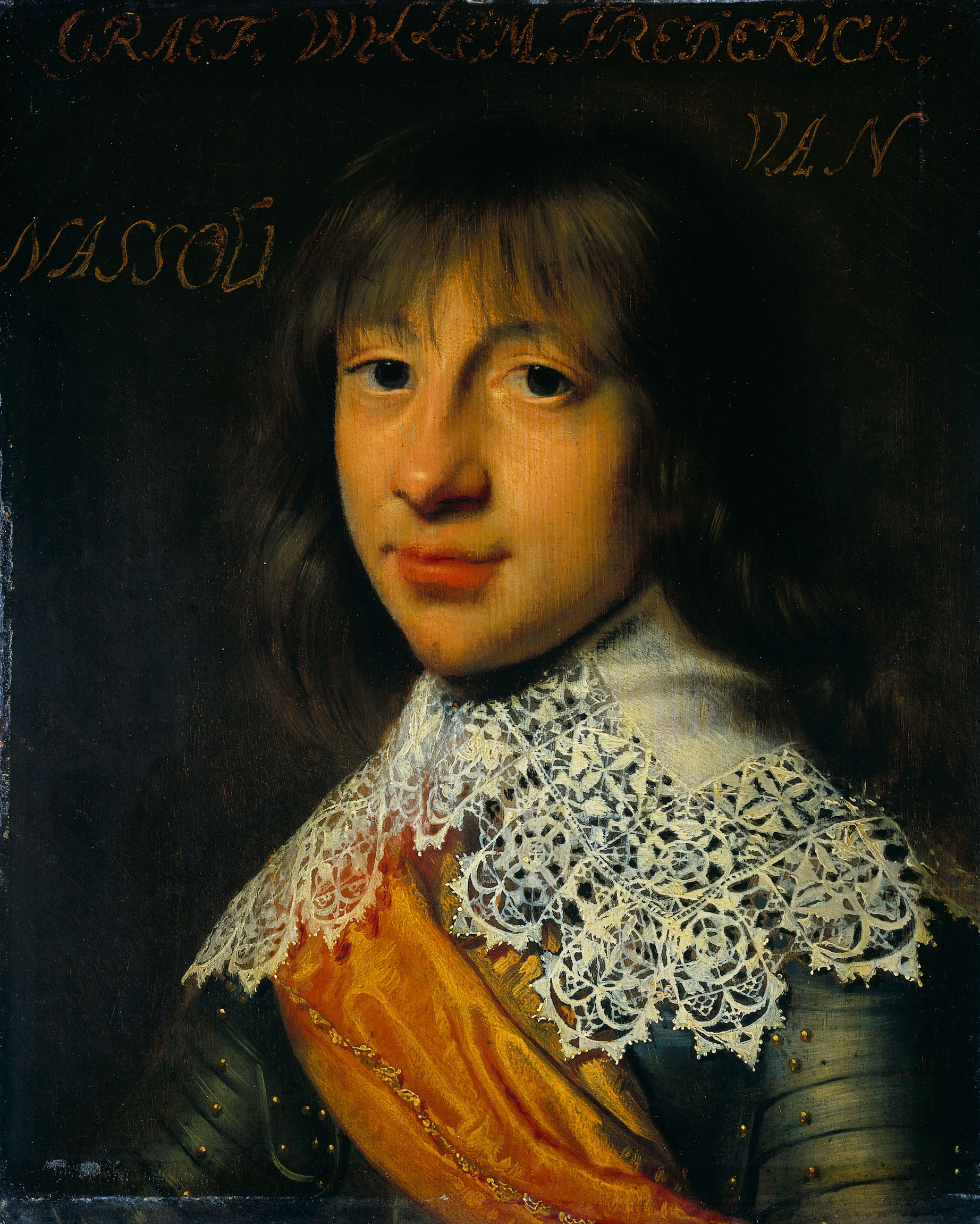
Willem Frederik van Nassau-Dietz

Het jaar 1664 is het 64e jaar in de 17e eeuw volgens de christelijke jaartelling.

## Gebeurtenissen
maart
- 12 - New Jersey begint als privékolonie van de Britten Carteret en Berkeley. Zij hebben het gebied gekregen van de hertog van York, de latere koning Jacobus II. Het vormt een gedeelte van een stuk land dat James heeft gekregen van zijn broer, koning Karel II.
- 14 - Het graafschap Tengen wordt verheven tot vorstelijk graafschap.

mei
- 1 - De Engelse admiraal Robert Holmes verovert het fort Elmina op de WIC.
- 6 - Keizer Leopold I verheft de niet-regerende graven George Frederik, Willem Maurits en Frederik Hendrik van Nassau-Siegen in de rijksvorstenstand, waardoor ze de titel prins verkrijgen.
- mei - Nederlandse troepen onder de Friese stadhouder vallen Münsterland binnen en nemen de Dijlerschans in.
- mei - In  Engeland wordt een wet afgekondigd die het houden van conventikels verbiedt.

juni
- 12 - Franse troepen veroveren de stad Jijel in het tegenwoordige Algerije.

augustus
- 1 - Slag bij Szentgotthárd: de Duitse coalitie onder aanvoering van Montecucculi verslaat de Osmaanse legers.
- 11 - De VOC weet een nieuw verdrag met Ayutthaya af te dwingen.
- augustus - In Den Bosch vallen de eerste doden aan de zwarte pest, die rondgaat in de Nederlanden en in Amsterdam al ruim 30.000 slachtoffers heeft gemaakt.

september
- 24 - Peter Stuyvesant capituleert en draagt Nieuw-Amsterdam over aan de Engelsen.

oktober
- 22 - Rashid van Marokko wordt in Fez uitgeroepen tot Sultan van Marokko.
- 28 - Oprichting van het Engelse korps mariniers: de Royal Marines.
- 31 - De Franse marine evacueert de bezetting van Jijel, dat door Berbertroepen is omsingeld.
- oktober - Hendrick Moreelse treedt af als burgemeester van Utrecht na een conflict over zijn uitbreidingsplannen met de predikant Gisbertus Voetius.

december
- 3 - Willem Joseph van Ghent wordt benoemd tot gouverneur van Hellevoetsluis, de hoofdbasis van de Admiraliteit van de Maze.
- 11 - paus Alexander VII verleent de macht aan Lodewijk XIV van Frankrijk om de bisschoppen van Metz, Toul en Verdun te benoemen.
- 28 - De Nederlandse Smyrnavloot van dertig rijkbeladen schepen, begeleid door vier fregatten onder aanvoering van Pieter van Brakel, wordt in vredestijd bij Gibraltar aangevallen door een Engels smaldeel, dat twee schepen buitmaakt. Het incident zal leiden tot de Tweede Engelse zeeoorlog.

zonder datum
- Frankrijk stuurt een vloot naar Cayenne, dat al enige jaren in handen van de WIC is en herovert het gebied. De Witt gaat er niet op in omdat de Republiek al genoeg problemen heeft.
- De WIC herovert Frans-Guyana op de Fransen.
- Bernhard von Galen, bisschop van Münster, verdrijft de Nederlanders uit de Dijlerschans, een fort dat zij voor de graaf van Oost-Friesland bezet hielden.
- De Amsterdammers Pieck, Pomp en Van der Veere verkrijgen patent op een brandspuit.

## Muziek
- Philipp Friedrich Buchner componeert Plectrum musicum, Opus 4

## Bouwkunst

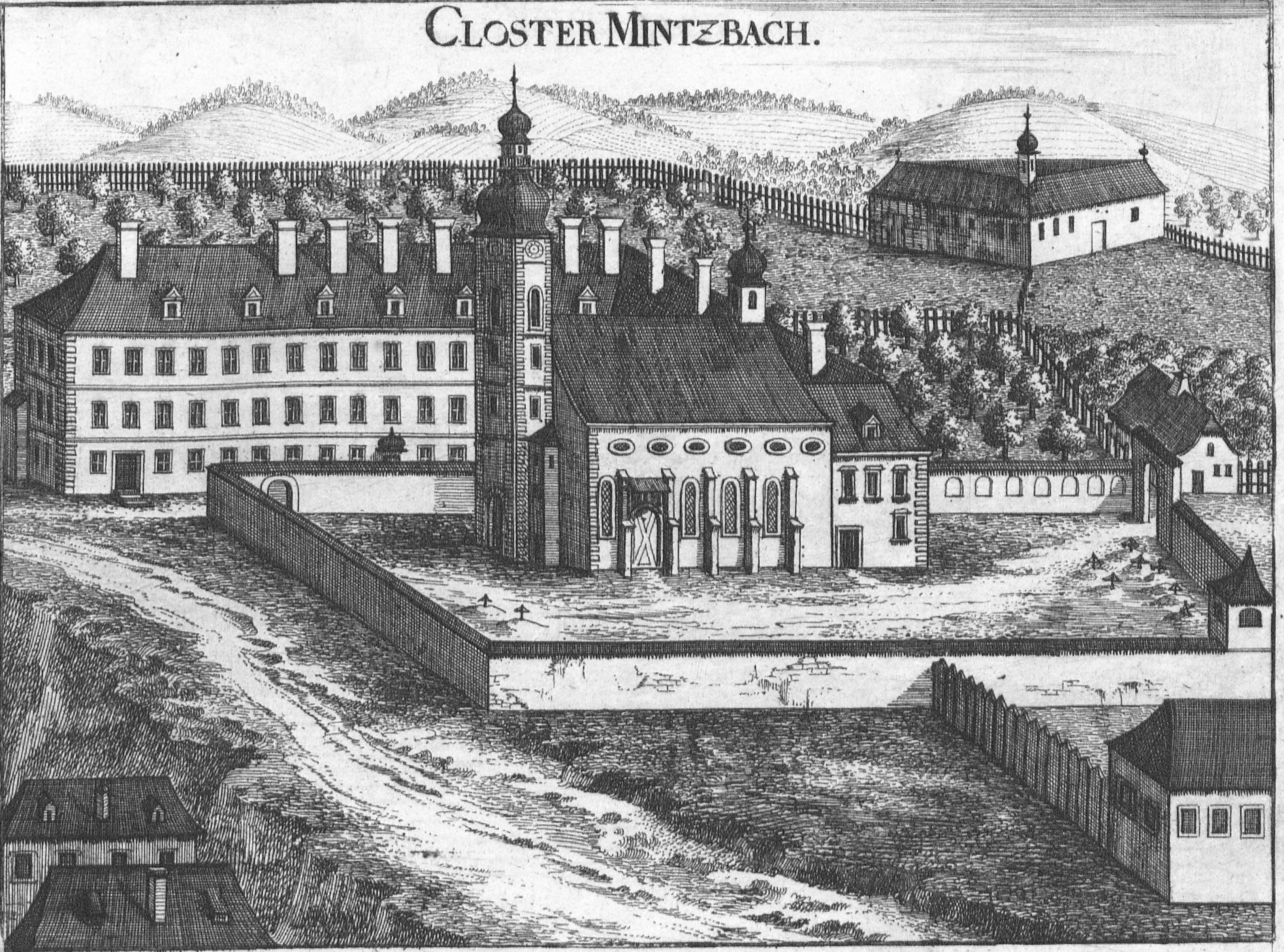
Dominikanerkloster Münzbach, Oostenrijk (1664)

## Geboren
januari
- 24? - John Vanbrugh, Engels architect en toneelschrijver (overleden 1726)

juni
- 23 - Johan Ernst van Nassau-Weilburg, graaf van Nassau-Weilburg (overleden 1719)

juli
- 21 - Matthew Prior, Engels diplomaat en dichter (overleden 1721)

december
- 13 - Charlotte Johanna van Waldeck-Wildungen, Duits aristocrate (overleden 1699)

datum onbekend
- Michele Mascitti, Italiaans violist en componist (overleden 1760)
- Johanna Dorothea Lindenaer, Nederlands schrijfster en vermeend landverraadster (overleden ca. 1737)

## Overleden
mei
- 4 - Cornelis de Graeff, Nederlands regent

juni
- 22 - Katherine Philips, Engels dichteres

augustus
- 1 - Gustaaf Adolf van Nassau-Idstein (32), Duits edelman (gesneuveld in de Slag bij Szentgotthárd)

oktober
- 31 - Willem Frederik van Nassau-Dietz, stadhouder van Friesland, Groningen en (het bezette) Drenthe.